# Lijst van grote Mexicaanse steden

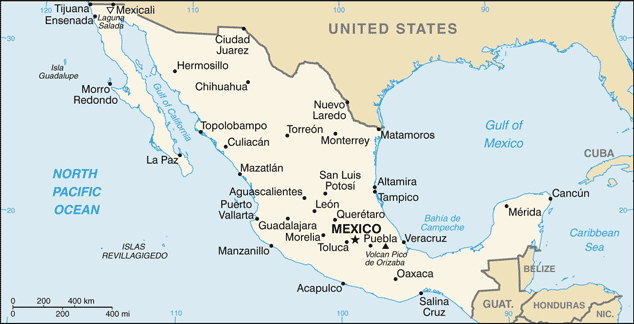
Grote steden in Mexico

Dit is een lijst van grote steden in Mexico. De inwoneraantallen zijn exclusief voorsteden.

## Steden met > 1.000.000 inwoners
- Ciudad Juárez
- Ciudad Nezahualcóyotl
- Ecatepec
- Guadalajara
- León
- Mexico-Stad
- Monterrey
- Puebla
- Tijuana

## Steden met > 500.000 en < 1.000.000 inwoners
- Acapulco
- Aguascalientes
- Cancún
- Chihuahua
- Chimalhuacán
- Ciudad López Mateos
- Culiacán
- Guadalupe
- Hermosillo
- Mérida
- Mexicali
- Morelia
- Naucalpan
- Querétaro
- Saltillo
- San Luis Potosí
- San Nicolás de los Garza
- Tlalnepantla
- Toluca
- Torreón
- Veracruz
- Zapopan

## Steden met > 250.000 en < 500.000 inwoners
- Apodaca
- Celaya
- Ciudad Obregón
- Ciudad Santa Catarina
- Ciudad Victoria
- Coacalco
- Cuautitlán
- Cuernavaca
- Durango
- Ensenada
- General Escobedo
- Irapuato
- Ixtapaluca
- Los Reyes
- Matamoros
- Mazatlán
- Nuevo Laredo
- Oaxaca
- Pachuca
- Reynosa
- Tampico
- Tepic
- Tlaquepaque
- Tonalá
- Tuxtla Gutiérrez
- Villahermosa
- Xalapa
- Xico

## Steden met > 100.000 en < 250.000 inwoners
- Buenavista
- Campeche
- Chalco
- Chetumal
- Chilpancingo
- Cholula
- Ciudad Acuña
- Ciudad del Carmen
- Ciudad Madero
- Ciudad Valles
- Coatzacoalcos
- Colima
- Córdoba
- Delicias
- Gómez Palacio
- Cuautla
- Fresnillo
- Guaymas
- Hidalgo del Parral
- Huixquilucan
- Iguala
- Jiutepec
- La Paz
- Lázaro Cárdenas
- Los Mochis
- Manzanillo
- Metepec
- Minatitlán
- Monclova
- Navojoa
- Nicolás Romero
- Nogales
- Orizaba
- Piedras Negras
- Poza Rica
- Puerto Vallarta
- Salamanca
- San Cristóbal de las Casas
- San Juan del Río
- San Luis Río Colorado
- San Pablo de las Salinas
- San Pedro Garza García
- Santa Catarina
- Soledad
- Tapachula
- Tehuacán
- Texcoco
- Tulancingo
- Uruapan
- Zacatecas
- Zamora